# Ernest Thompson Seton

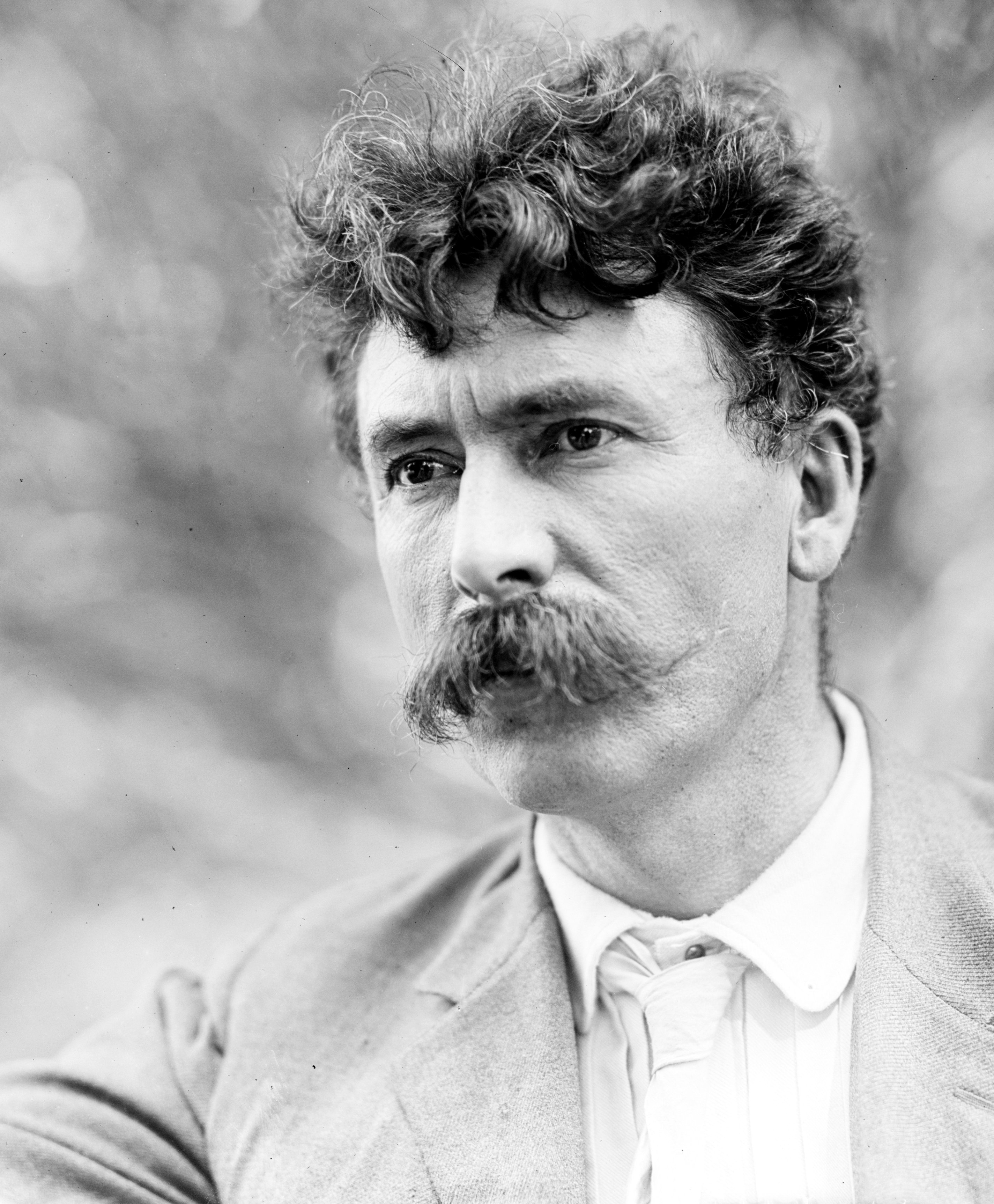
Ernest Thompson Seton

Ernest Thompson Seton (* 14. August 1860 in South Shields, County Durham heute in Tyne and Wear, South Tyneside, England; † 23. Oktober 1946 in Seton Village, New Mexico) war ein bekannter schottisch-kanadischer Naturforscher, Schriftsteller (insbesondere Tiergeschichten), Illustrator und Maler. Seton war auch Mitbegründer der US-amerikanischen Pfadfinderbewegung.
Während seines Schaffens verwendete Seton Varianten seines Namens als Pseudonym, unter anderem Ernest Evan Thompson und Ernest Seton Thompson.

## Leben
Die Familie Setons war schottischer Abstammung. 1865 wanderten die Eltern Setons mit zehn Söhnen nach Kanada aus und siedelten sich in der Provinz Ontario an. Seton besuchte ab dem zehnten Lebensjahr eine Schule in Toronto und studierte dort später an der Kunstakademie. 1877 ging er von dort aus nach London in England und studierte dort mit einem Stipendium an der Royal Academy of Arts. 
1881 kehrte Seton, der in England unter sehr ärmlichen Bedingungen gelebt hatte, nach Nordamerika zurück und versuchte nach einem Erholungsaufenthalt in Manitoba, als Zeichner und Autor in New York Auskommen zu finden. Nach ersten Erfolgen als Zeichner stellte Seton in Paris aus und stellte in der Folge Studien zur Anatomie der Tiere an. 
Seton war einer der ersten Autoren von Naturerzählungen, in denen meist wilde Tiere die Hauptrollen spielten, die er weitgehend in ihrer natürlichen Umgebung beobachtete. Die bekanntesten seiner Werke sind Wild Animals I Have Known (deutscher Titel: Bingo und andere Tiergeschichten), erschienen 1898 (deutsch zuletzt 1985), sowie Animal Heroes (deutscher Titel: Tierhelden), erschienen 1906. Seton illustrierte seine Werke mit vielen eigenen Zeichnungen nach der Natur; einige seiner Werke enthalten bis zu 200 solcher Zeichnungen. 1928 erhielt Seton die Daniel Giraud Elliot Medal der National Academy of Sciences.
Die Walt-Disney-Studios verfilmten 1962 seine Geschichte Lobo, der Wolf (The Legend of Lobo) sowie 1970 sein Buch The Biography of a Grizzly als König der Grizzlies (King of the Grizzlies). Das Buch Bannertail: The Story of Grey Squirrel (deutscher Titel: Fahnenschwanz: Geschichte eines Grauhörnchens) aus dem Jahre 1922 wurde zur Vorlage für die japanische Anime-Serie Puschel, das Eichhorn im Jahr 1979.
Aufbauend auf seinen Naturerlebnissen und -schilderungen entwickelte Seton ein Konzept der Jugenderziehung, das er in den Birch Bark Roll of Woodcraft darstellte und ab 1902 in der Woodcraft-Pädagogik umsetzte. Er verband darin Naturerlebnis und Naturkunde mit Gemeinschafts- und Gesundheitserziehung in der Form von Zeltlagern und indianischen Elementen. Sein erlebnispädagogisch und umweltbildnerisch zu nennendes Konzept wurde international in verschiedenen Gruppierungen der Woodcraft-Bewegung angewandt.
1906 traf Seton mit Robert Baden-Powell, dem späteren Gründer der Pfadfinderbewegung, zusammen. Baden-Powell hatte die Birch Bark Roll mit großem Interesse gelesen. Gemeinsam entwickelten beide ihre Ideen zur Jugendarbeit weiter.
Baden-Powell gründete 1907 in Großbritannien die Pfadfinderbewegung. Seton hatte 1910 großen Anteil an der Gründung des US-amerikanischen Zweigs dieser Bewegung, den Boy Scouts of America. In dieser Organisation verschmolzen Setons Woodcraft Indians mit YMCA-Gruppen, die nach der Pfadfindermethode arbeiteten, daneben mit mehreren anderen Jugendorganisationen.
1905 wurde er in das National Institute of Arts and Letters gewählt.
Die kanadische Bundesregierung ehrte ihn am 6. Juli 1995 für sein Werk und Wirken dadurch, dass sie ihn zu einer „Person von nationaler historischer Bedeutung“ erklärte.

## Werke (Auswahl)

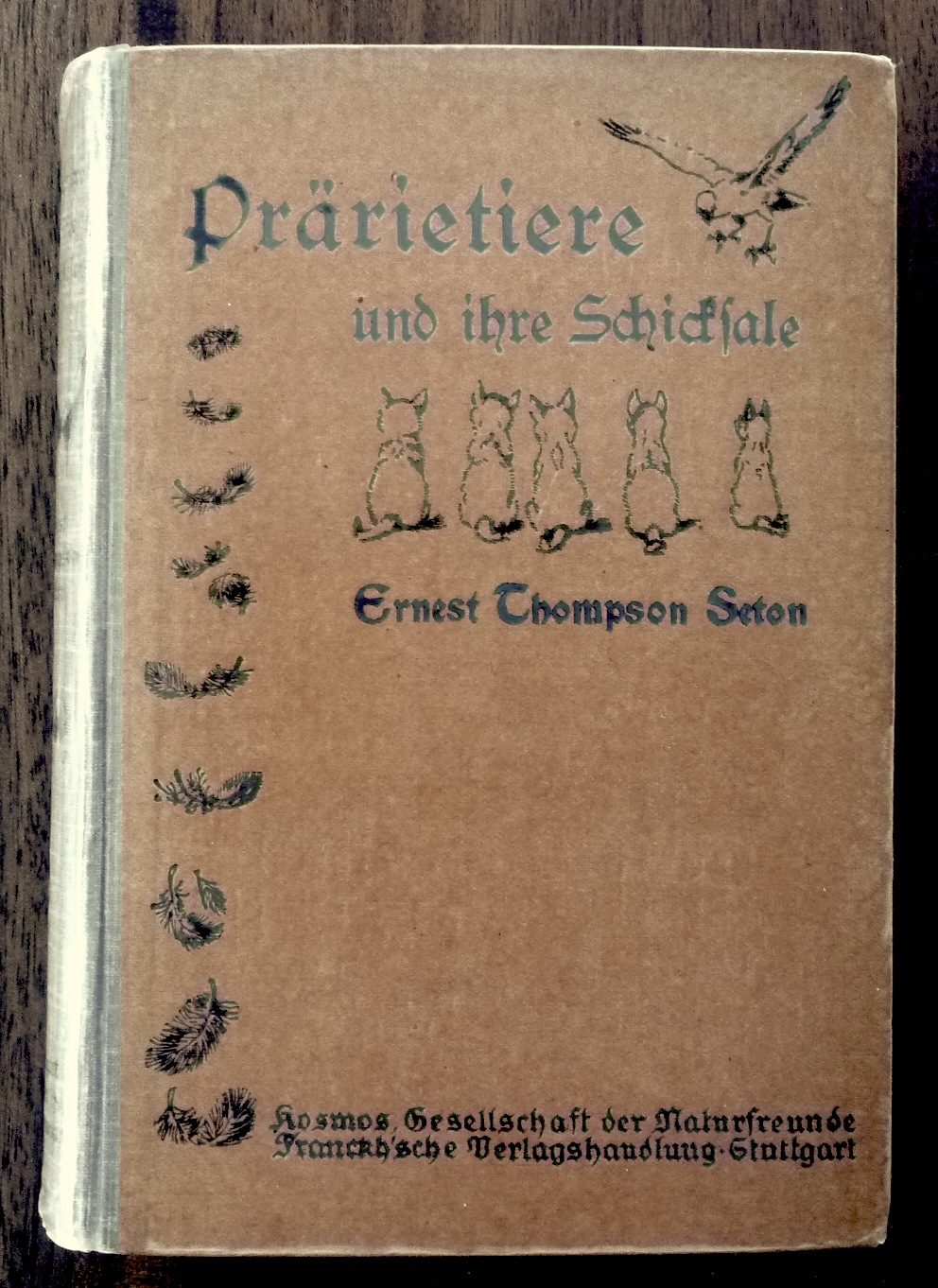
Prärietiere und ihre Schicksale, Ausgabe von 1921

- Bingo und andere Tiergeschichten (Wild Animals I Have Known)
- Das Manifest des Roten Mannes (The Gospel of the Red Man); Überarbeitet und erweitert von Julia M. Seton, übersetzt von Peter Hübner, 3., erweiterte Auflage Oesch, Zürich 2007 ISBN 978-3-0350-2015-1 (Welterstausgabe: Hübner, Waldeck 1985, ISBN 3-88792-004-X).
- Die Wölfin Wosca (Mainly About Wolves)
- Domino Reinhard: Die Lebensgeschichte eines Silberfuchses (Biography of a Silver Fox)
- Fahnenschwanz und Sandhügelhirsch (Bannertail)
- Monarch, der Riesenbär (Monarch, the Big Bear of Tallac)
- Prärietiere und ihre Schicksale (Lives of the Hunted; online – Internet Archive [10. Auflage 1910])
- Rolf, der Trapper (Rolf in the Woods)
- Tiere der Wildnis (Wild Animal Ways)
- Tierhelden – die Geschichte einer Katze, einer Taube, eines Luchses, eines Hasen, eines Hundes, zweier Wölfe und eines Rentiers (Animal Heroes)
- Wahb: Lebensgeschichte eines Grislybären (The Biography of a Grizzly)
- Wilde Tiere zu Hause (Wild Animals at Home)
- Zwei kleine Wilde: Ein Buch von Jan und Sam und ihrem Treiben in ihrem Reich und auf der Farm in Sanger (Two Little Savages)